# Anoectomychus eutoeodes
Anoectomychus eutoeodes là một loài bướm đêm trong họ Geometridae.